# Oberrüti
Oberrüti é uma comuna da Suíça, no Cantão Argóvia, com cerca de 1.208 habitantes. Estende-se por uma área de 5,37 km², de densidade populacional de 225 hab/km². Confina com as seguintes comunas: Dietwil, Hünenberg (ZG), Risch (ZG), Sins.
A língua oficial nesta comuna é o Alemão.